# Ruciane-Nida (przystanek kolejowy)
Ruciane-Nida – przystanek osobowy, a dawniej stacja kolejowa w Rucianem-Nidzie, w dzielnicy Ruciane, gminie Ruciane-Nida, powiecie piskim, województwie warmińsko-mazurskim, w Polsce.

## Ruch pasażerski
| Rok  | Wymiana pasażerska na dobę |
| ---- | -------------------------- |
| 2017 | 20-49                      |
| 2022 | 50-99                      |

Stacja posiadała nietypowy układ torów, tzw. mijankę uskokową. Funkcjonowała tu również parowozownia. Obiekt został wybudowany w roku 1898. Na torach bocznych, w zaadaptowanych wagonach urządzone były tzw. wczasy wagonowe. 
Na początku lutego 2007 zawieszono ruch pociągów na odc. Szczytno-Pisz. Sygnalizacja świetlna została zdemontowana w roku 2008.
W czerwcu tego samego roku ruch pociągów został przywrócony na odcinku Szczytno-Pisz, a w 2010 roku na odc. Pisz-Ełk. 23 lipca 2017 roku na przystanku zatrzymał się pociąg specjalny Turkol.pl prowadzony trakcją parową. 
W latach 2018–2019 prowadzona była modernizacja linii, w ramach której został przebudowany również przystanek Ruciane-Nida. Przystanek posiada jeden peron z jedną krawędzią.

## Połączenia
- Ełk (Polregio i PKP Intercity)
- Olsztyn Główny (Polregio i PKP Intercity)
- Pisz (Polregio i PKP Intercity)
- Szczytno (Polregio i PKP Intercity)
- Gdynia Główna (PKP Intercity)
- Białystok (PKP Intercity)
- Malbork (PKP Intercity)
- Warszawa (PKP Intercity)